# Buteo brachypterus
La poiana del Madagascar (Buteo brachypterus Hartlaub, 1860) è un uccello della famiglia degli Accipitridi.

## Distribuzione e habitat
Questo uccello è endemico delle regioni boschive del Madagascar.